# Гагида
Гагида (абх. Гагида, груз. გაგიდა) — село в Абхазии, в Галском районе частично признанной Республики Абхазия, согласно административному делению Грузии — в Гальском муниципалитете Абхазской Автономной Республики. Расположено в 20 км к юго-западу от райцентра Гал у побережья Чёрного моря. В административном отношении село представляет собой административный центр сельской администрации Гагида.

## Границы
На севере сельская администрация Гагида граничит с с/а (селом) Нижний Баргяп; на востоке — с с/а (сёлами) Ганахлеба (Марчхапон) и Набакиа, на востоке и юге — с с/а (селом) Отобая Первая; на западе территория с/а выходит на Чёрное море.

## Администрация
Сельской администрации Гагида подчинены сёла:
- Гагида — 354 человека (1989 г.)
- Оквиноре (Ацыгтвара), к востоку от Гагиды — 326 человек (1989 г.)
- Дихагудзба, к югу от Гагиды — 616 человек (1989 г.)

## История
В советские годы в селе действовал колхоз «Чита Чхория» Гальского района. В этом колхозе трудились Герои Социалистического Труда бригадиры Исидор Несторович Кахиани, Авксентий Зосимович Шелия, звеньевые Калистрат Петрович Джалагония, Дзика Ростомович Кварацхелия и Виктор Басаевич Пацация.

## Население
По данным переписи 1989 года на территории Гагидской сельской администрации (сельсовета) жило 1296 человек, по данным переписи 2011 года население сельской администрации Гагида составило 708 человек, в основном грузины (98,9 %).